# هاري هارلو
هاري فريدريك هارلو (31 أكتوبر 1905 - 6 ديسمبر 1981) كان طبيباً نفسانياً أمريكياً، اشتهر بتجارب فصل الأمهات والاحتياجات التبعية وتجارب العزلة الاجتماعية على حيوانات مكاك ريسوسي والتي هدفت لبيان أهمية تقديم الرعاية والرفقة في التنمية الاجتماعية والنمو المعرفي. أجرى هاري معظم تجاربه في جامعة ويسكونسن-ماديسون، حيث عمل معه عالم النفس الإنساني أبراهام ماسلو لفترة قصيرة.

## حياته
ولد هارلو في 31 أكتوبر 1905 في فيرفيلد في آيوا وفيها نشأ، وهو ثالث أربع إخوان. بعد سنة من التحاقه بكلية ريد في بورتلاند (أوريغون)، حصل هارلو على قبولٍ في جامعة ستانفورد بعد اجتياز اختبارات القدرة الخاص. أمضى فصلاً دراسياً في تخصص اللغة الإنجليزية، وكانت نتائجه كارثية، أعلن نفسه بعد ذلك بأنه رائد علم النفس.

التحق هارلو بجامعة ستانفورد عام 1924، وأصبح طالب دراسات عليا في علم النفس، حيث عمل مباشرة تحت إشراف كالفن بيري ستون، وهو عالم معروف في سلوك الحيوان، ووالتر ريتشارد مايلز وهو خبير في الرؤية، وكان المشرف عليهم جميعاً لويس ماديسون تيرمان. درس هارلو بإشراف تيرمان الذي طوّر اختبار ستانفورد-بينيت لمقياس الذكاء؛ لقد ساعد تيرمان في تشكيل مستقبل هارلو. بعد أن حصل على درجة الدكتوراة عام 1930، غيّر هارلو اسم عائلته من إسرائيل إلى هارلو. أجرى هارلي هذا التغيير في اسمه بعد دفع تيرمان له خوفاً من العواقب السلبية من أن يكون اسمه اسماً يهودياً، على الرغم من أن العائلة ليست يهودية.
بعد أن أكمل رسالة الدكتوراة، قبل هارلو منصب أستاذية في جامعة ويسكونسن-ماديسون. لم ينجح هارلو في إقناع قسم علم النفس بتزويده بمختبر مناسب. نتيجة ذلك، حصل هارلو على مبنى شاغر في شارع قريب من الجامعة، وبمساعدة طلابه من المرحلة الجامعية الأولى، تمّ تجديد المبنى وأصبح يعرف لاحقاً باسم مختبر الرئيسيات، أصبح هذا المختبر بتوجيهات هارلو مكاناً لأحدث الأبحاث العلمية التي أجراها 40 باحثاً حازوا عنها على درجة الدكتوراة.
تزوج هارلو زوجته الأولى كلارا ميرس عام 1932 وتطلقا عام 1946. كانت كلارا إحدى طالباته اللواتي حصلن على معدل ذكاء أعلى من 150 ممن أجرى عليهن تيرمان دراسات في ستانفورد. رزق هارلو بابنين من كلارا هما روبرت وريتشارد. ثم تزوج هارلو من عالمة طب الأطفال النفسي مارغريت كوين ورزق منها بابنة «باميلا» وابن «جوناثان». توفيت مارغريت بالسرطان عام 1971. تسبب موت مارغريت بحالة اكتئاب (حالة نفسية) لهالو تعالج منه بالتخليج الكهربائي. ثم تزوج من كلارا ميرس مرة أخرى عام 1972 وعاشا في توسون حتى وفاته عام 1981.

## تجاربه على القرود
كانت تجارب هاري هارلو مثيرة للجدل؛ فقد شملت على خلق أمهات جامدات بديلات للرضّع الصغار من الأسلاك والخشب.[بحاجة لمصدر] أصبح كل رضيع متعلّقاً بأمه الخاصة، ويتعرف على وجهها الفريد ومفضلاً إيّاها عن الأخريات.[بحاجة لمصدر] اختار هارلو بعد ذلك التحقّق مما إذا كان للرضّع تفضيلاً للأمهات المصنوعة من الأسلاك والأمهات المغطاة بالقماش. لغايات التجربة، قدّم للرضع الأمهات ذوات القماش والأمهات السلكية تحت ظرفين تجريبيين. في الوضع الأول، كانت الأم السلكية تحمل قنينة طعام، والأم القماشية لم تكن تحمل شيئاً. في الوضع الثاني، كانت الأم القماشية تحمل قنينة الطعام في حين لم تكن الأم السلكية تحمل شيئاً.[بحاجة لمصدر] لاحقاً في حياته المهنية، حين كان مصاباً باكتئاب شديد، وضع مجموعة من القردة الرضّع في غُرف حَجر لمدة 24 شهراً، حيث نشأت تلك القردة مظهرةً انزعاجاً مفرطاً. أشار بعض الباحثين إلى أن هذه التجارب كانت عاملاً ساهم في تصعيد حركة تحرير الحيوان في الولايات المتحدة. في مسح مراجعة علم النفس العام، والذي نشر عام 2002، صُنّف هارلو في المرتبة 26 كأكثر علماء النفس ذكراً في القرن العشرين.

## مطالعة إضافية
- The Nature of Love (1958) - Harry Harlow, American Psychologist, 13, 573-685
- Harry Harlow: Monkey Love Experiments - Adoption History
- Harry Harlow - A Science Odyssey: People and Experiments
- Harlow et al. "Total social isolation in monkeys." Proc Natl Acad Sci U S A. 1965 July; 54(1): 90–97.
- Film footage of Harry Harlow - demonstrates his wire mother and cloth mother experiment
- "A History of Primate Experimentation at the University of Wisconsin, Madison".
- Blum, Deborah. Love at Goon Park: Harry Harlow and the Science of Affection. Perseus Publishing, 2002. ISBN 0-7382-0278-9
- Monkey love - article about Harlow's work in the Boston Globe

## وصلات خارجية
- National Academy of Sciences Biographical Memoir

| مناصب تربوية    | مناصب تربوية                                            | مناصب تربوية       |
| --------------- | ------------------------------------------------------- | ------------------ |
| سبقه لي كورنباخ | 67th President of the جمعية علم النفس الأمريكية 1958-59 | تبعه ولفجانج كوهلر |